# كيل كيس
كيل كيس هو اقتصادي وسياسي أمريكي، ولد في 2 يونيو 1958. نشط حزبياً في الحزب الجمهوري. وقد انتخب عضو مجلس ولاية وايومنغ ‏ وانتخب عضو مجلس نواب وايومنغ ‏.